# Seminário Teológico Batista de Nova Orleans
O Seminário Teológico Batista de Nova Orleans (em inglês:  New Orleans Baptist Theological Seminary) é um seminário batista em Louisiana, Louisiana, Estados Unidos. Ele é afiliado à Convenção Batista do Sul.

## História

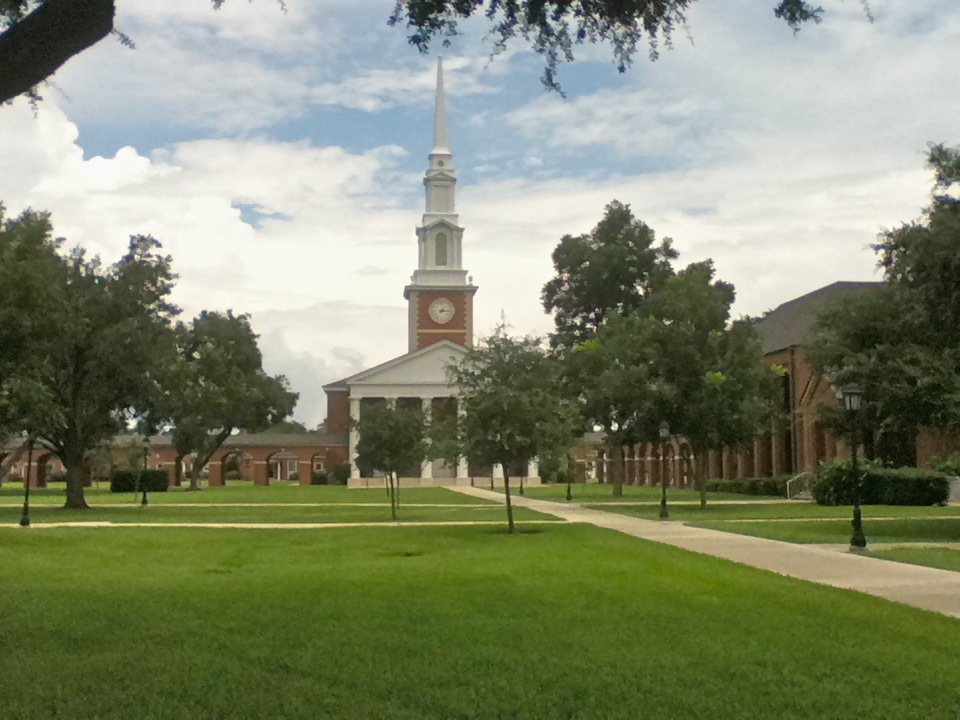
Capela

A escola foi fundada em 1917 pela Convenção Batista do Sul como Instituto Bíblico Batista. Em 1946, tornou-se seminário e assumiu o nome atual. Em 1953, ela se mudou para o bairro de Gentilly Terrace em Nova Orleans. Em 1995, um campus foi estabelecido na Louisiana State Penitentiary após um convite do diretor da prisão, Burl Cain. A escola tem contribuído para uma redução significativa no índice de violência no presídio. Em 2019, a escola ficou em 8º lugar entre os seminários evangélicos dos Estados Unidos em matrículas com 873 alunos em período integral. Até 2022, havia aberto 6 campi em presídios de diferentes estados. Para o ano 2021-2022, teve 2.004 alunos.